# Distrito de Lucma (Gran Chimú)
El distrito de Lucma es uno de los cuatro distritos adminstrativos de la provincia de Gran Chimú, ubicada en el departamento de La Libertad (Sierra Liberteña), bajo la administración del Gobierno regional de La Libertad.  
Desde el punto de vista jerárquico de la Iglesia católica forma parte de la Arquidiócesis de Trujillo.

## Historia
{{DENOMINACIÓN DEL PUEBLO: El 25 de julio de 1644 se fundó el pueblo de Santiago de Lucma dándosele como Patrón a Santiago Apóstol, la vegetación era variada, pero en honor al árbol y al fruto que los naturales denominaban Rukma, y los Españoles al principio decían a árbol fruto de oro por el color que es amarillo. En conclusión el pueblo de Españoles que fundaron se llama: Santiago en honor al Patrón de Armas que trajeron y Lucma en recuerdo del fruto o del árbol que predominaba en el bosque del lugar. Los técnicos que he mencionado, señores José de Jáuregui, Anselmo de Alcántara y el Licenciado Julián Rodríguez, trazaron las calles a damero de este a oeste u de norte a sur, cortaron la vegetación que había en el trazo de las calles con lo cual el charco de agua comenzó a secar.}}

## Geografía
Abarca una superficie de 280,38 km². El territorio geográfico del distrito de Lucma comprende diferentes altitudes, variando desde los 700 m s. n. m. (entre Potrerillo y Chuquillanqui) hasta los 3 600 m s. n. m. (elevación más alta del cerro Ichur). 
Tiene una población de 5 774 habitantes (datos del censo 2007).

## Capital
Su capital es Santiago de Lucma ubicada a 2 167 m s. n. m. en la meseta de Cashipe, entre los Cerros Ichur y Cauday. Se trata de un antiguo poblado que guarda aún algo de su aspecto colonial como su iglesia, que alberga hermosos altorrelieves de aspecto barroco mestizo, y algunos murales de gran factura.
DENOMINACION: el lugar donde se ubica la actual ciudad de Santiago de Lucma, a la llegada de los conquistadores españoles se denominaba COCHAPAMPA, voz de Runa – SIME que significaba llanura con agua (Puquio, ciénego, charco, etc.); no había población debido al agua, más bien estaba cubierta de una densa vegetación propia de la región, como es: lúcumos, viraviras, sauces, molles, tayos, arbustos y hierbas.

## Autoridades

### Municipales
- 2023 - 2026 Osbar Aladino Morales Romero, del Partido Alianza para el Progreso.
- 2019 - 2022 Pedro Yobani Rodríguez Abanto, del Partido Democrático Somos Perú

- 2015 - 2018[3]
  - Alcalde: Yovan Pérez Rodríguez, del Partido Alianza para el Progreso (APP).
  - Regidores: Jesús Abel Bello Rodríguez, Fredy Saenz Figueroa, Abel Rodríguez Vásquez, Javier Cabeza Rodríguez, Olinda América Abanto García
- 2007 - 2010
  - Alcalde: Diber Pérez Rodríguez, del Partido Alianza para el Progreso.

(APP), Lenin Girald González Montoya (APP), Esther Angélica Romero Reyna (APP), Dante Ángel Herrera Rodríguez (APP), Juan Hernán Reyna Rodríguez (Partido Aprista Peruano).

### Policiales
- Comisario:  PNP.

### Religiosas
- Arquidiócesis de Trujillo[5]
  - Arzobispo de Trujillo: Monseñor Héctor Miguel Cabrejos Vidarte, OFM.[6]
- Parroquia  
  - Párroco: Pbro. .

## Festividades
El distrito de Santiago de Lucma tiene una festividad principal en los días 12,13, 14, 15 y 16 del mes de setiembre, en que celebran la fiesta patronal en honor al Santísimo Señor de la Misericordia.